# M68 (astronomia)
M 68 (conosciuto anche come NGC 4590) è un ammasso globulare visibile nella costellazione dell'Idra.

## Osservazione

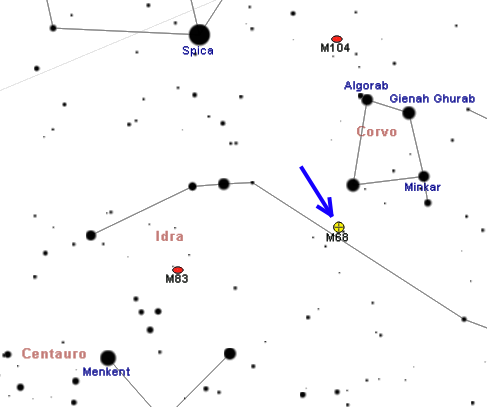
Mappa per individuare M68.

M68 è rintracciabile senza eccessive difficoltà circa 4° a sud della stella β Corvi, di seconda magnitudine; se il cielo è limpido può essere osservato anche con un binocolo 10x50, mentre un telescopio da 60mm di apertura non è ancora in grado di risolverlo in stelle. La risoluzione inizia con uno strumento da 150mm di diametro, con cui è possibile intravedere alcune stelle di tredicesima grandezza; l'aspetto tipico di un ammasso globulare è ben visibile con strumenti da 200-300mm di apertura, con cui è possibile risolvere decine di componenti.
M68 può essere osservata da entrambi gli emisferi terrestri, sebbene gli osservatori dell'emisfero australe siano fortemente avvantaggiati: l'ammasso infatti si trova in una posizione tale per cui nelle regioni molto settentrionali, come parte del Nord Europa, non sia mai osservabile, mentre dalla fascia temperata resta sempre piuttosto basso sull'orizzonte; dalle regioni australi invece l'oggetto si può mostrare piuttosto alto. Il periodo migliore per la sua osservazione nel cielo serale è quello compreso fra marzo e luglio.

## Storia delle osservazioni
Fu scoperto da Charles Messier nel 1780 che lo descrive così "Nebulosa senza stelle sopra il Corvo e l'Idra; è estremamente debole, molto difficile da osservare col telescopio; vicino ad essa, una stella di sesta grandezza." William Herschel fu il primo a risolverlo in stelle nel 1786: ciò è molto curioso, dato che riuscì ad osservarlo così in dettaglio dai cieli dell'Inghilterra, ossia a 50°N, dove l'oggetto si alza sull'orizzonte di poco più di 10°; l'ammiraglio Smyth non lo risolve in stelle, ma ipotizza che abbia assunto una forma sferica in obbedienza a forze attrattive.

## Caratteristiche
M68 è stato uno degli oggetti di Messier più trascurati nel corso del tempo, forse anche a causa della sua posizione, australe e in una regione già povera di oggetti interessanti. Si trova ad una distanza di circa 33.000 anni luce dalla Terra; i suoi membri sono sparsi su un volume di almeno 140 anni luce di diametro. Possiede almeno 42 variabili note, in massima parte del tipo RR Lyrae, e si avvicina a noi alla velocità a di 112 km/s.

### Libri
- (EN) Stephen James O'Meara, Deep Sky Companions: The Messier Objects, Cambridge University Press, 1998, ISBN 0-521-55332-6.

### Carte celesti
- Toshimi Taki, Taki's 8.5 Magnitude Star Atlas, su geocities.jp, 2005. URL consultato il 7 novembre 2010 (archiviato dall'url originale il 5 novembre 2018). - Atlante celeste liberamente scaricabile in formato PDF.

 Tirion, Rappaport, Lovi, Uranometria 2000.0 - Volume II - The Southern Hemisphere to +6°, Richmond, Virginia, USA, Willmann-Bell, inc., 1987, ISBN 0-943396-15-8.
- Tirion, Sinnott, Sky Atlas 2000.0 - Second Edition, Cambridge, USA, Cambridge University Press, 1998, ISBN 0-933346-90-5.
- Tirion, The Cambridge Star Atlas 2000.0, 3ª ed., Cambridge, USA, Cambridge University Press, 2001, ISBN 0-521-80084-6.